# Iisalmi

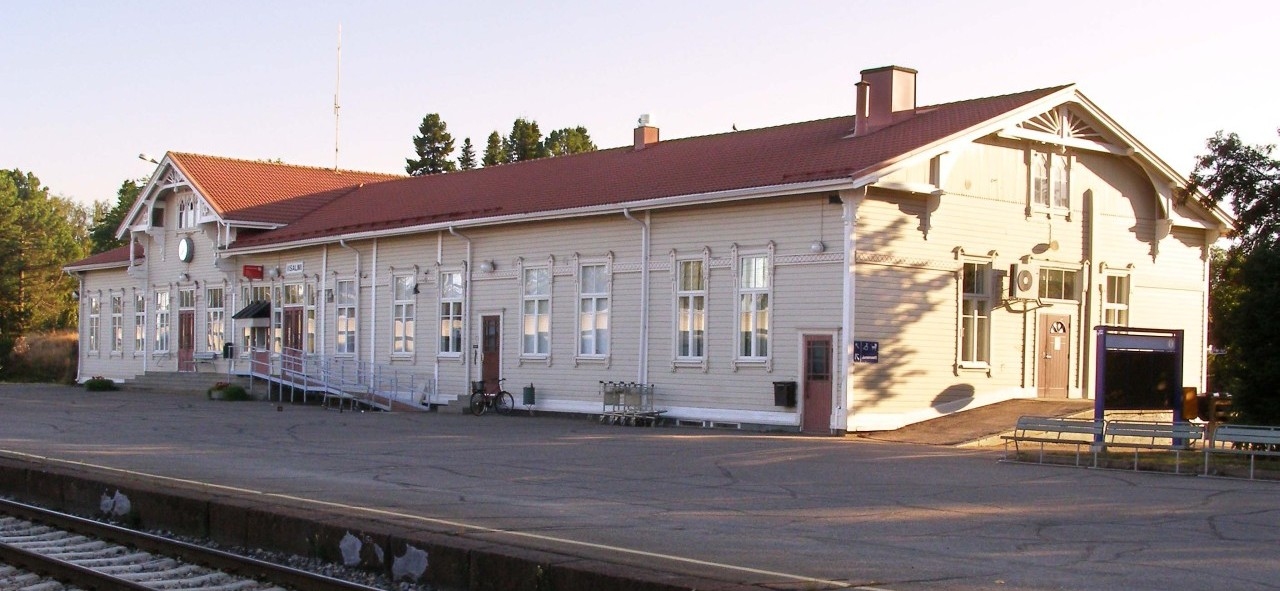
Stazione di Iisalmi

Iisalmi (in svedese Idensalmi) è una città finlandese di 20801 abitanti, situata nella regione del Savo Settentrionale.
Il paese copre un'area di 872,65 km² di cui 109,27 km² di acqua. La densità di popolazione è di 29,47 abitanti per km². La lingua parlata è esclusivamente il finlandese.

## Storia
Le prime tracce dell'insediamento risalgono al XVII secolo quando la città venne fondata a opera della chiesa locale nel 1627. A metà del XVIII secolo la Finlandia era sotto controllo svedese, la quale era in guerra contro la Russia imperiale. 
L'area di Koljonvirta situata in Iisalmi è ricordata come una dei campi di battaglia della guerra del 1808-1809, principalmente perché una delle grandi vittorie a opera della Svezia avvennero qui. Comunque sia, la Svezia perse la guerra e fu costretta a cedere la Finlandia all'Impero Russo.
Iisalmi fu riconosciuta come città nel 1891.

## Economia
Nonostante sia un piccolo centro, Iisalmi è sede di alcune principali aziende.
- Olvi, l'ultima grande e indipendente distilleria di birra finlandese (le altre distillerie finlandesi sono state acquisite da grandi compagnie multinazionali) possiede la sua distilleria e la sede centrale in Iisalmi.
- Genelec, ditta di alta qualità attiva nella produzione di speaker utilizzati nelle sale di registrazione; ha la propria fabbrica e sede centrale in Iisalmi.
- Normet, produttrice di sistemi ed equipaggiamenti meccanizzati per lavori sotterranei, ha fabbrica e sede centrale in Iisalmi

Iisalmi dispone anche di una propria stazione ferroviaria sulla rete VR. La linea tra Iisalmi e Oulu è stata elettrificata nel dicembre 2006, a sostituzione dei vecchi treni Diesel.

## Cultura

### Musica
Tra i più famosi gruppi musicali originari di Iisalmi vi sono gli Halavatun Papat (lett. "I nonni maledetti"), un gruppo umoristico country-rock.
Jaakko Teppo, uno dei più grandi cantautori finlandesi, è originario di Iisalmi.

### Eventi
Iisalmi, pur essendo una piccola cittadina ha in programma diversi eventi culturali, di piccola e larga scala.
Uno degli eventi più importanti è Rompepäivät, tradotta come "i giorni della roba vecchia". La gente si riunisce a portare tutti vecchi oggetti inutilizzati, da oggetti di piccola necessità a vecchi trattori, che chiunque può osservare e comprare. Comprese vecchie macchine, camioncini, motociclette, tutte restaurate; di cui buona parte di produzione finlandese. Oltre a ciò la gente approfitta per parlare dei "bei vecchi tempi" o ammirare con nostalgia oggetti relativamente "antichi".
Essendo la città sede di uno dei più grandi produttori finlandesi di birra, all'inizio di luglio si svolge un festival della birra (Oluset).
Inoltre questa regione propone altre bizzarre manifestazioni. All'inizio di maggio c'è una gara di pesca con la mano nel fiume Rajajoki e nella vicina Sonkajärvi si svolgono il campionato mondiale di trasporto delle mogli e il campionato finlandese di corsa delle botti. In un altro villaggio della zona, Pielavesi, ha luogo (solitamente a luglio) il campionato finlandese di lancio dello stivale.

## Amministrazione

### Gemellaggi
- Nyköping